# Бринкман, Вильгельм (миколог)
Ви́льгельм Бри́нкман (нем. Wilhelm Brinkmann; 1861—1917) — немецкий миколог.

## Биография
Вильгельм Бринкман родился 5 августа 1861 года в городе Ленгерих в Вестфалии. В 1879 году поступил в учительскую семинарию в Зосте.
В 1882 году окончил учительскую семинарию и стал преподавать в школе в Ладбергене. Проработав там несколько месяцев, переехал в родной город Ленгерих, где продолжил преподавать. В 1915 году ушёл с должности учителя.
6 января 1917 года Вильгельи Бринкман скончался.
С 1900 по 1908 Бринкман выпускал серию эксикатов грибов Westfälische Pilze in getrockneten Exemplaren, включившую около 200 образцов телефоровых, гидновых и полипоровых грибов.
В середине 1917 года была выпущена первая часть планируемой монографии флоры Вестфалии за авторством Бринкмана. Она была посвящена телефоровым грибам. Остальные части так и не были изданы.

## Некоторые научные публикации
- Brinkmann, W. Briträge zur Kenntniss der westfälischen Pilze. I. Die Thelephoreen Westfalens (нем.) // Jahresber. Westfäl. Prov.-Ver. Wiss. Kunst. Bot. : magazin. — 1917. — Bd. 44. — S. 5—50.

## Виды грибов, названные в честь В. Бринкмана
- Corticium brinkmannii Bres., 1898
- Lepiota brinkmannii Rick, 1920
- Odontia brinkmannii Bres., 1903 [≡ Sistotrema brinkmannii (Bres.) J.Erikss., 1948]
- Tulasnella brinkmannii Bres., 1920